# 77
Cette page concerne l'année 77  du calendrier julien. Pour l'année 77 av. J.-C., voir 77 av. J.-C. Pour le nombre 77, voir 77 (nombre).
L'année 77 est une année commune qui commence un mercredi.

## Événements
- Été : Julius Agricola, nommé gouverneur de Bretagne[1] (fin en 84), arrive dans l'île. Dès son arrivée, il attaque l'île de Mona (Anglesey) et soumet les Ordovices au nord du Pays de Galles[2]. Il va étendre l'influence romaine jusqu'à l'embouchure de la Clyde (Écosse).

- Pline l'Ancien achève son Histoire naturelle[3].

- Vespasien fait réviser le cadastre de la colonie d'Orange (Arausio)[4].